# Тамилски тигрови
Тамилски тигрови (званично: Liberation Tigers of Tamil Eelam, LTTE - Ослободилачки тигрови тамилског елама, там.: தமிழீழ விடுதலைப் புலிகள்) су парамилитарна организација која делује на Шри Ланки. Овај покрет се сматра терористичком организацијом у 32 земље света (Индија, САД, земље ЕУ).. Они контролишу територије на северу Сри Ланке које сматрају за своју независну државу. Вођа Тамилских тигорва је Велупилај Прабакаран који је 1976. основао ову организацију. 
Покрет Тамилских тигрова се бори за независност тамилских области на северу и истоку Сри Ланке. На остатку острва доминирају етнички Синхалези. Поред герилског рата, ова организација практикује регрутацију деце војника, терористичке атентате и самоубиства. Њихова најпознатија терористичка акција било је убиство индијског премијера Раџива Гандија 1989. 
Војска Сри Ланке је јануара 2009. заузела значајне територије које су пре тога контролисали Тамилски тигрови, укључујући градове Килиночи и Мулаитиву. Средином маја 2009. област коју контролишу герилци тамилских тигрова сведена је на 1,5km². 
Председник Сри Ланке Махинда Раџпакса је 16. маја 2009. прогласио војну победу над Тамилским тигровима, чиме је практично окончан 26-о годишњи грађански рат. Дана 18. маја 2009. војска Сри Ланке је објавила да су вођа покрета Тамилских тигрова Велупилаи Прабакаран и његова два заменика погинули при покушају да побегну из окружења.